# آشپزی آسیای میانه

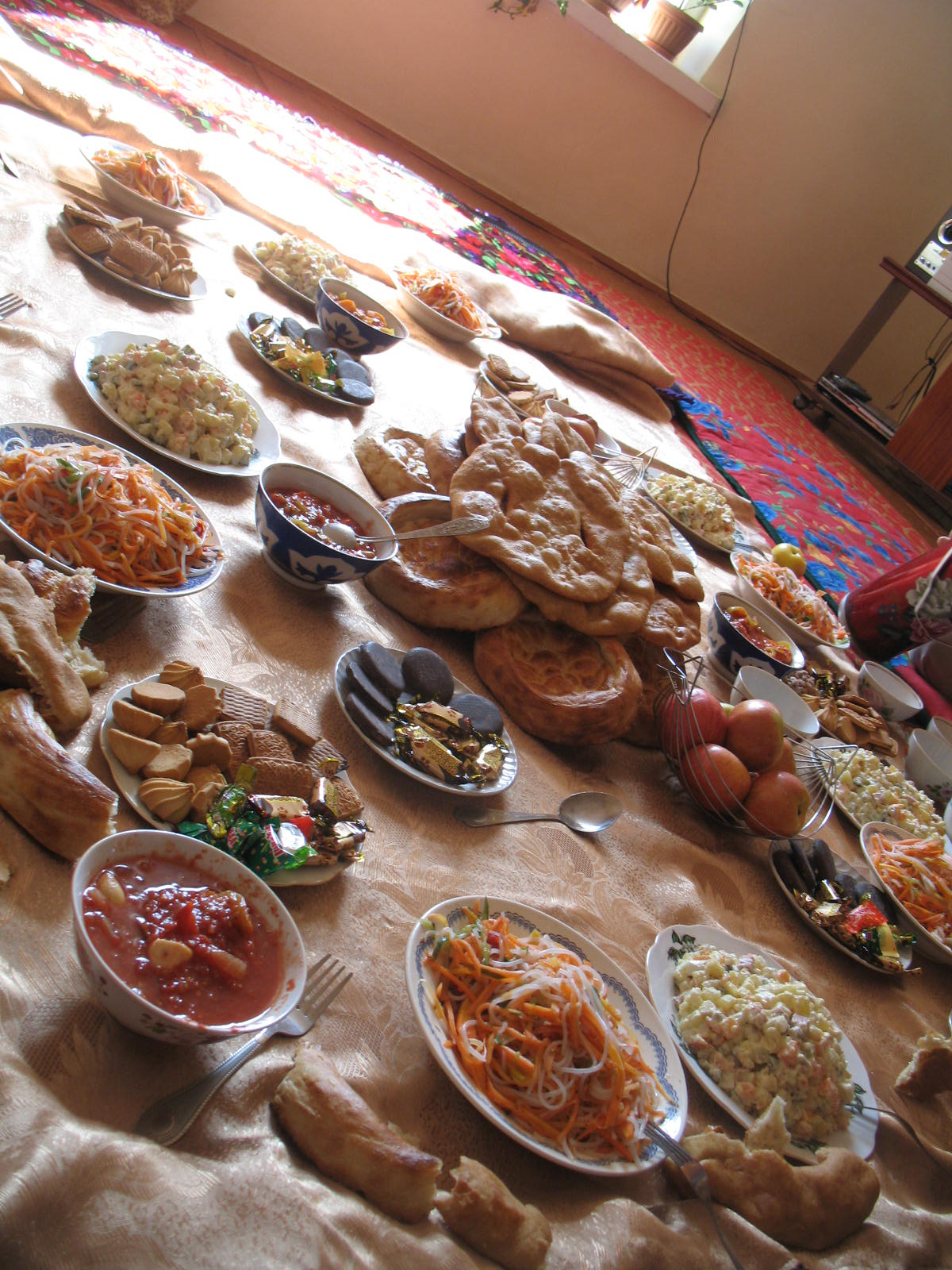
برای عید نوروز دسترخوان سرو می‌شود

آشپزی آسیای میانه تحت تأثیر فرهنگ آشپزی ایرانی، هندی، عربی، ترکی، چینی، مغولی و روسی و همچنین سنت‌های آشپزی سایر تمدن‌های مختلف عشایری قرار گرفته است. مهاجرت مردم اویغور، اسلاو، کره ای، تاتارها، دونگان و آلمانی‌ها به این منطقه به تنوع آشپزی کمک کرده است.

## پس زمینه
مردم کوچ نشین استپ اوراسیا رژیم غذایی ساده ای داشتند که عمدتاً بر اساس محصولات لبنی و تا حدی شکار و غذاهای گیاهی بود. کاوش‌های تمدن آمودریا در صحرای قره‌قوم ترکمنستان نشان می‌دهد که این مکان بین سال‌های ۲۴۰۰ تا ۱۳۰۰ قبل از میلاد اشغال شده است. شواهد باستان‌شناسی گیاه‌شناسی نشان داده است که انتشار محصولات در سراسر دره‌های کوهستانی و شهرهای واحه‌ای آسیای میانه در اوایل هزاره سوم قبل از میلاد ادامه داشت. اولین شواهد از غلات اهلی شده که توسط دامداران عشایری (۲۸۰۰ تا ۲۳۰۰ قبل از میلاد) به ارمغان می‌آید، در سایت‌های تاسباس و بگش در استپ کوهستانی قزاقستان یافت شده است. گندم تریتیکوم تورگیدوم و ارزن معمولی که در کمپینگ‌های کوهستانی اوراسیا مرکزی یافت شده‌اند نشان‌دهنده اولین انتقال شناخته‌شده این دانه‌های اهلی از چین و منطقه جنوب رودخانه به اوراسیا مرکزی است.
تکنیک‌های آشپزی آسیای مرکزی تحت تأثیر کمبود آب بود. درختان صنوبر، تاغ و سرگین حیوانات منابع اولیه سوخت مورد استفاده در تنور بودند که برای به حداکثر رساندن گرمای حاصل از عرضه محدود سوخت، جایی که نان تخت، سامسا و گوشت پخته می‌شد، طراحی شدند. سوپ، خورش و پیراشکی بخارپز در دیگ‌های تکی پخته می‌شد.

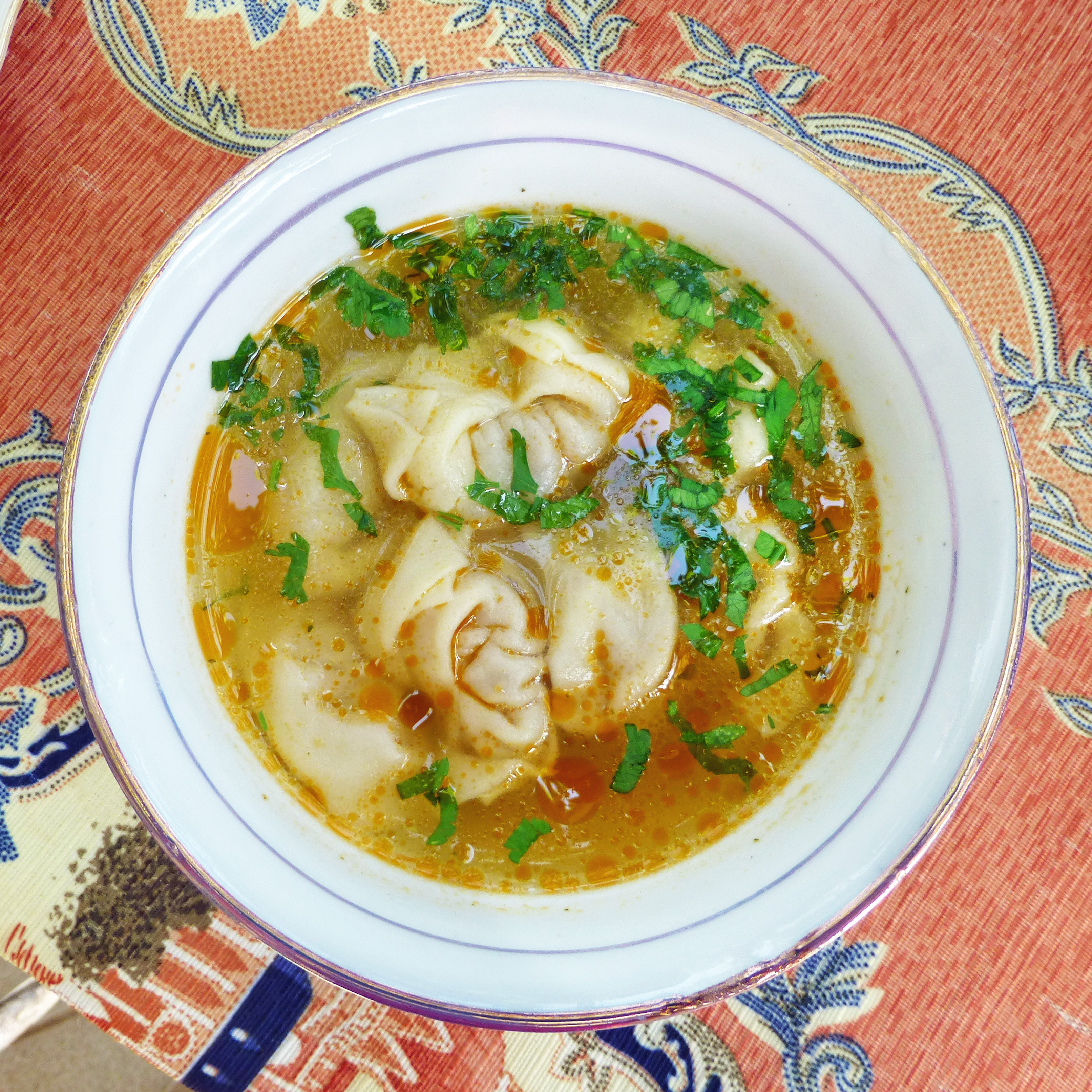
سوپ منتو ازبکی

غذاهای ایرانی در عصر طلایی ایران با موادی از چین و مدیترانه بسیار متفاوت بود. نفوذ آشپزی ترکی در کوفته‌های منتو، فرنی گندم به نام سمنو و انواع لبنیات دیده می‌شد. محمود کاشغری، پخت در ظروف سفالی و کباب کردن را توصیف می‌کند. حتی پس از برهم خوردن فتوحات مغول در قرن سیزدهم، سنت‌های آشپزی ایرانی و ترکی در غذاهای کاخ عثمانی ادامه یافت و تا قرن بیستم باقی ماند.
امپراتوری تیمور آخرین امپراتوری مهم آسیای میانه در قرن چهاردهم در نظر گرفته می‌شود که سرزمین‌های بغداد امروزی، رود ولگا و دهلی را پوشش می‌دهد. امپراتوری گورکانی که توسط بابر، یکی از نوادگان تیمور تأسیس شد، به دلیل دستاوردهای فرهنگی مورد توجه قرار گرفت، چرا که غذاهای پیچیده‌ای که عناصر هندی و ایرانی را در یک سبک منحصر به فرد ترکیب می‌کرد. از ادویه‌های معطر مانند جوز هندی و دارچین برای طعم دادن به غذاها استفاده می‌شد که با سس‌های غلیظ تهیه شده از ماست و آجیل خرد شده سرو می‌شد. پلوها متفاوت بود. دسرها با گلاب مزه دار می‌شدند. غذاهای مدرن هندی به شدت تحت تأثیر غذاهای مغول قرار گرفت، از جمله گوشت تنوری کبابی و سس ماست.

## خصوصیات
فرهنگ‌های آشپزی آسیای میانه را می‌توان به شرح زیر تقسیم کرد:
- عشایری یا شهری
- ارتفاعات یا دشت
- مغول، ترک یا ایرانی

رژیم غذایی عشایری مبتنی بر گوشت و محصولات لبنی در ترکمنستان، قزاقستان و قرقیزستان یافت می‌شود. در حالی که گوشت بره و گاو، نان، پای پخته و رشته فرنگی خانگی در سرتاسر منطقه رایج است، بش برمک (غذای بره ای که با دست خورده می‌شود) و گوشت اسب فقط در برخی مناطق، عمدتاً قزاقستان و قرقیزستان، یافت می‌شود.

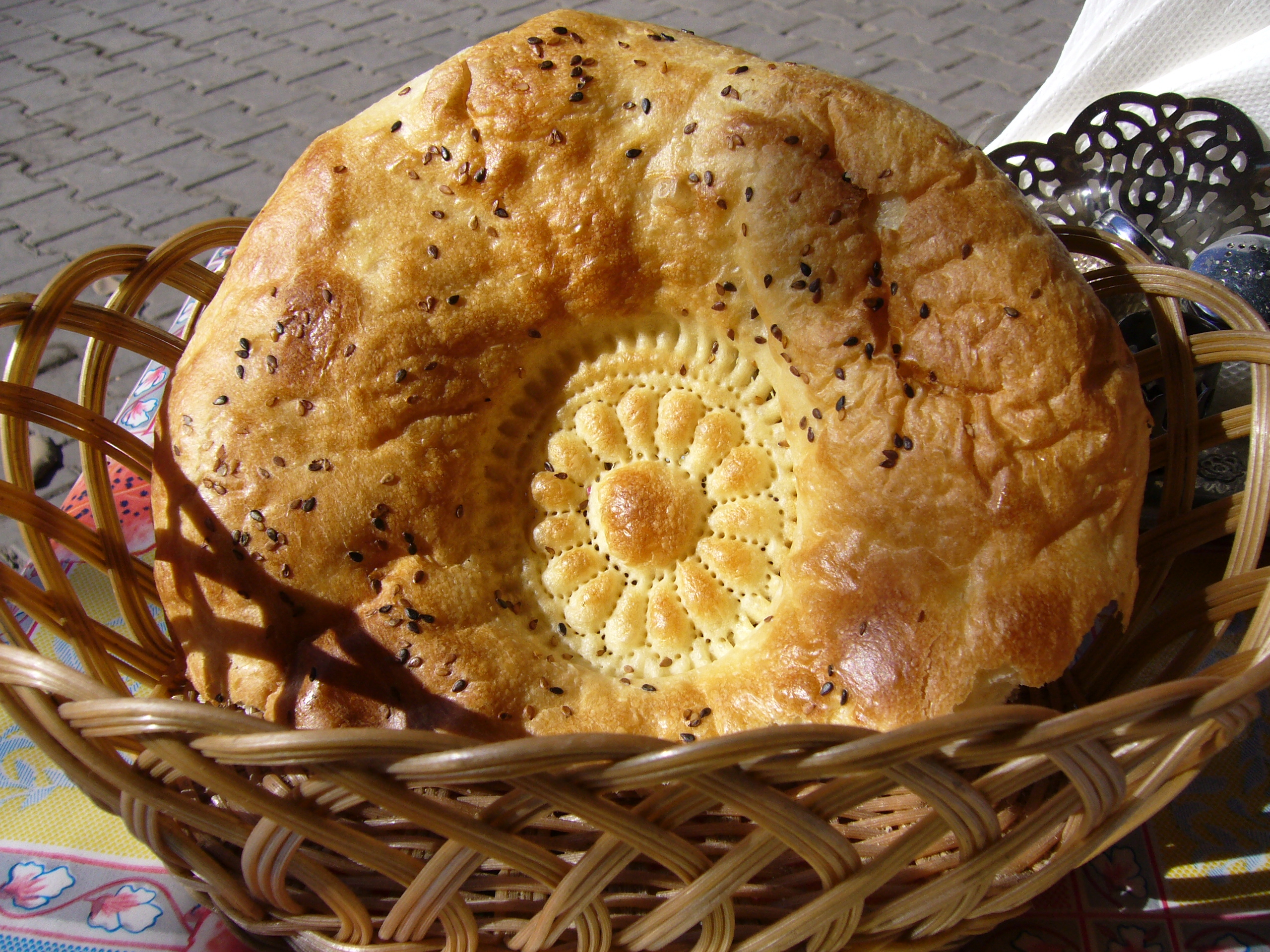
نان سمرقندی ازبکی پخته شده در تنور

غذاهای معمولی مردم ترک - ازبک‌ها و اویغورها - پلو، کباب، خورش، رشته فرنگی، نان تخت و شیرینی‌های خوش طعم است. تأثیر فرهنگی ایرانیان در آشپزی تاجیکی و جنوب ازبکستان دیده می‌شود و به شمال پاکستان و هند می‌رسد، جایی که برنج و سبزیجات خورش‌شده با ادویه‌ای دقیق‌تر است.
چای محبوب‌ترین نوشیدنی است. چای سبز با خامه بیشتر در آشپزی قرقیزی رایج است، در حالی که چای سیاه در قزاقستان و ازبکستان رایج تر است. چایخانا یک چای‌خانه آسیای میانه است که مردم در آن جمع می‌شوند تا با همراه با خوردن چای با هم معاشرت کنند. غذاهای سنتی مانند شورپو (سوپ)، شیشلیک (گوشت کبابی)، مستوبا، مانتی، پلو و سامسا سرو می‌شود.
کومیس نوشیدنی سنتی مردم ترک آسیای میانه است. این یک محصول لبنی تخمیر شده است که به‌طور سنتی از شیر مادیان یا شیر الاغ تهیه می‌شود.
غذاهای کره ای نیز از طریق آشپزی کوریو-سرم بر غذاهای آسیای مرکزی تأثیر گذاشته است. کوریو-سرم، قومیت کره ای اتحاد جماهیر شوروی سابق، غذاهایی مانند مورکوچا را معرفی کرده‌اند که به‌طور قابل توجهی در سراسر اتحاد جماهیر شوروی سابق محبوب شده است.

## غذاها

### دسر
حلوا از دانه‌های کنجد با آرد، شکر، شیر و مغزها درست می‌شود. کمپوت میوه با آجیل یک دسر معمولی است. صدها گونه خربزه به صورت محلی در آسیای میانه رشد می‌کنند و آلو، سیب، زردآلو، گلابی، توت و گیلاس به صورت محلی در دسترس هستند. علاوه بر این انار، انجیر، هلو و خرمالو وارد می‌شود.
نسخه محلی باقلوا را پاکلامه می‌نامند. برای جشن‌های عید، گلوله‌های خمیر سرخ‌شده آغشته به شربت عسل به نام «چاک چاک» همراه با مارپیچ‌های خمیری که با پودر قند به نام «اوراما» نامیده می‌شود، به صورت تپه‌ایی روی هم می‌ریزند. بورتسوگ قرقیزستانی یک غذای خمیر سرخ شده مشابه است که در ترکمنستان بوغورساک و در قزاقستان باورساق نامیده می‌شود.

### میوه‌ها
خربزه‌سانان منطقه شهرت دارند و گیلاس، سیب، آلو، هلو و انجیر نیز به صورت محلی کشت می‌شود. میوه به عنوان میان‌وعده، تازه یا خشک، در تمام ساعات روز مصرف می‌شود.

### غلات

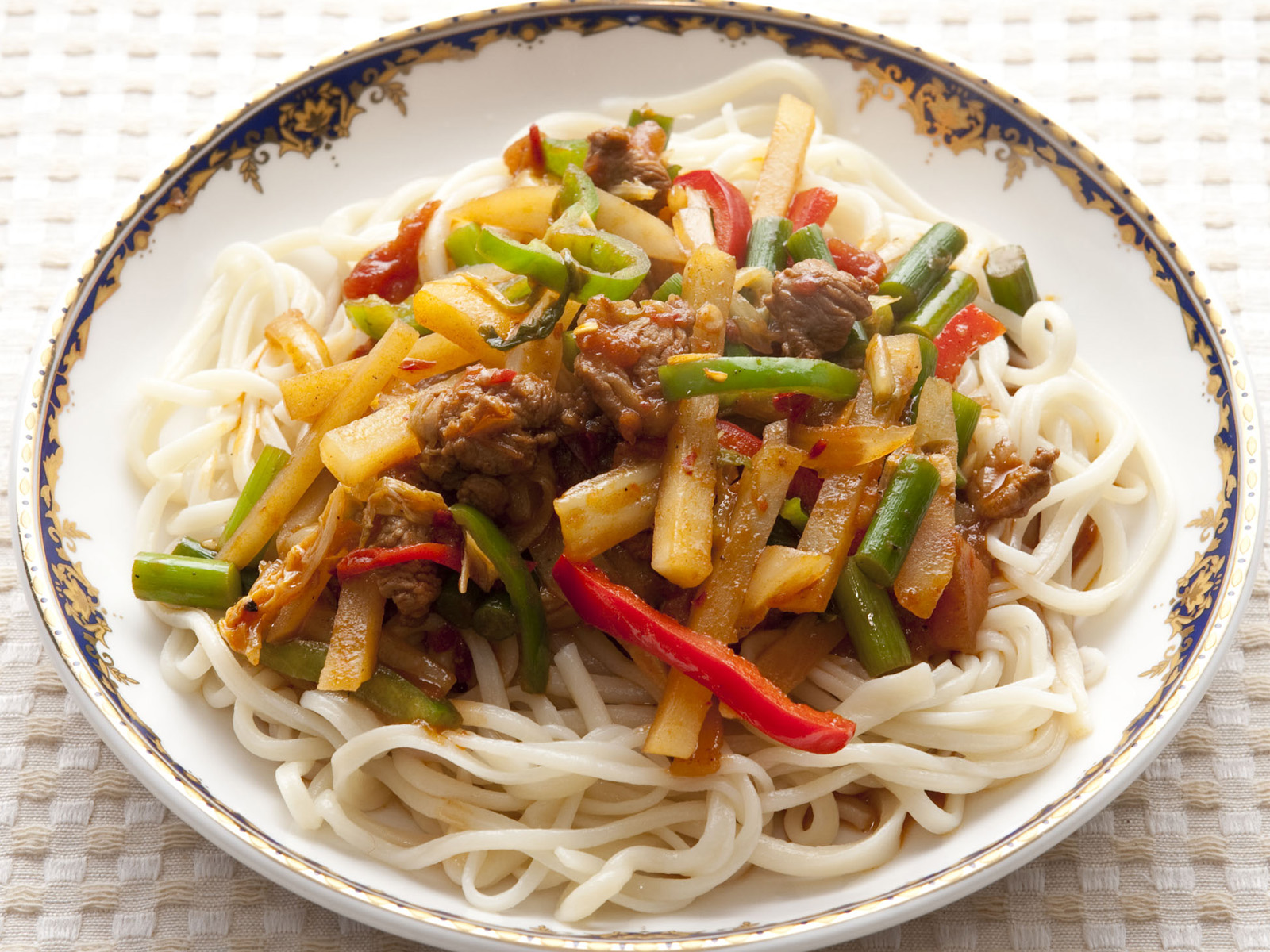
لغمان، یک غذای نودل اویغوری که در سراسر آسیای میانه پرطرفدار است

محصولات غلات اصلی آسیای میانه ارزن، برنج، گندم و جو است. از برنج و گندم برای تهیه غذاهای اصلی نان تخت و نودل استفاده می‌شود. از آرد گندم برای تهیه نان‌های سنتی به نام تندیر نان، دامپلینگ به نام مانتی، کوفته‌های کوچکتر به نام چوچوارا و شیرینی‌های شکم پر به نام سامسا استفاده می‌شود.
پلو نمادین‌ترین غذای آسیای میانه است که آشپزی ازبکی انواع مختلفی را ارائه می‌دهد و اغلب با حبوبات برای پروتئین افزوده مخلوط می‌شوند.

### سبزیجات
رایج‌ترین سبزیجات شلغم، گوجه فرنگی، تربچه، پیاز، نخود فرنگی، فلفل قرمز و خیار هستند. ترپ نام محلی ترب سبز بزرگی است که معمولاً به صورت تازه در سالاد مصرف می‌شود. هویج زرد در واقع نوعی از شقاقل است که در غذاهای پلو استفاده می‌شود. کدو حلوایی یک ماده رایج برای خورش‌ها، سوپ‌ها، کوفته‌ها و سامسا است.